# Chase (Fernsehserie, 2010)
Chase ist eine US-amerikanische Krimiserie, die von 2010 bis 2011 im Auftrag von NBC produziert wurde.

## Handlung
Ein Team der U.S. Marshals soll die gefährlichsten flüchtigen Verbrecher der Vereinigten Staaten jagen. Das Team besteht aus der Cowboystiefel tragenden Annie Frost, dem nicht erwachsen werdenden Cowboy Jimmy Godfrey, der wortkargen Daisy Ogbaa, dem Neuling Luke Watson und dem geschwätzigen Marco Martinez. Zusammen folgen sie jeder noch so kleinen Spur, um die Flüchtigen zu fassen.

## Produktion
Im September 2009 hat NBC das Drehbuch von Jennifer Johnson als Pilotfolge geordert. Die Folge wurde in Zusammenarbeit mit Jerry Bruckheimer und Jonathan Littman verwirklicht.
Im Februar 2010 wurde Rose Rollins als erstes für die Serie gecastet. Danach folgten Jesse Metcalfe als Luke Watson, ein Marshal aus Washington, D.C., sowie Cole Hauser, als erfahrener Ex-Cop Jimmy Godfrey. Einige Tage später wurde Amaury Nolasco als Polizist Marco Martinez verpflichtet. Die Hauptrolle der Annie Nolan Frost wurde Maria Bello, Téa Leoni und Christina Applegate angeboten. Die Produzenten suchten eine „starke Hauptdarstellerin“ für die Rolle der Annie Frost, deshalb wurde schließlich Ende Februar 2010 Kelli Giddish für die weibliche Hauptrolle verpflichtet. Die Pilotfolge spielt in Houston und wurde im März in Dallas und Anna, Texas gedreht.
Am 10. Mai 2010 wurde Chase als Serie geordert. Nach der Serienbestellung fanden die Dreharbeiten weiterhin in der Umgebung von Dallas statt. Im August 2010 wurden dann noch Eddie Cibrian und Jennifer Morrison für Nebenrollen verpflichtet. Im November 2011 wurde Nia Long für einen Handlungsbogen als Assistant U.S. Attorney Melissa Randolph gecastet. Außerdem bekam Eric Mabius als Ex-Cop auf der Flucht eine Gastrolle.
Am 19. Oktober 2010 wurde die Episodenanzahl auf 22 erhöht. Aufgrund schwächelnder Quoten hat NBC am 4. Dezember 2010 die Bestellung von 22 auf 18 Episoden reduziert, bevor im Mai die Serie eingestellt wurde.

## Besetzung und Synchronisation
Die deutsche Synchronisation entstand bei der Synchronfirma Hermes Synchron GmbH nach einem Dialogbuch und unter der Dialogregie von Michael Nowka in Berlin.
| Rollenname         | Schauspieler/in | Synchronsprecher/in | Hauptrolle (Episoden) |
| ------------------ | --------------- | ------------------- | --------------------- |
| Annie Nolan Frost  | Kelli Giddish   | Melanie Pukaß       | 1–18                  |
| Jimmy Godfrey      | Cole Hauser     | Nicolas Böll        | 1–18                  |
| Marco Martinez     | Amaury Nolasco  | Karlo Hackenberger  | 1–18                  |
| Daisy Gladys Ogbaa | Rose Rollins    | Anke Reitzenstein   | 1–16                  |
| Luke Watson        | Jesse Metcalfe  | Nico Mamone         | 1–18                  |

## Ausstrahlung
Die Serie startete am 20. September 2010 auf NBC. Die Pilotfolge erreichte 7,31 Millionen Amerikaner. Am 4. Februar 2011 wurde Chase aus dem Programm von NBC genommen. Erst am 23. April 2011 kehrte die Serie zurück.
In Deutschland wird die Serie seit dem 4. April 2012 auf RTL Nitro ausgestrahlt.

## Episodenliste
| Nr. | Deutscher Titel                          | Originaltitel        | Erstausstrahlung USA | Deutschsprachige Erstausstrahlung (D) |
| --- | ---------------------------------------- | -------------------- | -------------------- | ------------------------------------- |
| 1   | Die Bluthunde sind wir!                  | Pilot                | 20. Sep. 2010        | 4. Apr. 2012                          |
| 2   | Ein sehr böser Wolf                      | Repo                 | 27. Sep. 2010        | 11. Apr. 2012                         |
| 3   | Immer wieder diese Gier                  | The Comeback Kid     | 4. Okt. 2010         | 18. Apr. 2012                         |
| 4   | Blutiger Wahnsinn                        | Paranoia             | 11. Okt. 2010        | 25. Apr. 2012                         |
| 5   | Letzte Abrechnung                        | Above the Law        | 18. Okt. 2010        | 2. Mai 2012                           |
| 6   | Unter Bomben                             | Havoc                | 25. Okt. 2010        | 9. Mai 2012                           |
| 7   | Moral in falscher Hand                   | The Posse            | 8. Nov. 2010         | 16. Mai 2012                          |
| 8   | Ein Mädchenmörder hört nicht auf         | The Longest Night    | 15. Nov. 2010        | 23. Mai 2012                          |
| 9   | Niemand soll dich haben, du bist bei mir | Crazy Love           | 22. Nov. 2010        | 30. Mai 2012                          |
| 10  | Mörderbräute                             | Under the Radar      | 29. Nov. 2010        | 6. Juni 2012                          |
| 11  | Vorsicht vor Betrogenen!                 | Betrayed             | 6. Dez. 2010         | 13. Juni 2012                         |
| 12  | Rache an Annie (1)                       | Narco (1)            | 19. Jan. 2011        | 20. Juni 2012                         |
| 13  | Rache an Annie (2)                       | Narco (2)            | 26. Jan. 2011        | 27. Juni 2012                         |
| 14  | Suche Frauen nur mit Töchtern            | Father Figure        | 23. Apr. 2011        | 4. Juli 2012                          |
| 15  | Sieben Jahre sind genug!                 | Seven Years          | 30. Apr. 2011        | 11. Juli 2012                         |
| 16  | Viehtrieb                                | Roundup              | 7. Mai 2011          | 18. Juli 2012                         |
| 17  | Keiner für alle                          | The Man At The Altar | 14. Mai 2011         | 25. Juli 2012                         |
| 18  | Annies Entscheidung                      | Annie                | 21. Mai 2011         | 1. Aug. 2012                          |